# Râul Habic
Râul Habic este un curs de apă, afluent al râului Mureș. 

## Hărți
- Harta județului Mureș